# Duckgijp
De duckgijp is een variatie op de normale gijp bij het windsurfen. Bij de normale windsurf-gijp wordt het zeil van de wind af omgeslagen, waardoor het zeil even geen wind vangt. Bij de duckgijp is dit niet het geval. Bij deze gijp wordt de achterkant van het zeil over het hoofd gehaald, waardoor het zeil continu wind vangt. 

## Ontstaan
De duckgijp werd eind jaren 70 bedacht door Richard Whyte. Hij bedacht deze variatie, omdat hij behoefte had aan een snellere gijp. De duckgijp werd na de introductie door Whyte zeer populair, en is ook nu nog een vaak uitgevoerde manoeuvre. Deze manoeuvre is vernoemd naar het onder het zeil door duiken, het zogenaamde 'ducken'.

## Uitvoering
De duckgijp wordt hetzelfde als de normale gijp ingezet. Het verschil schuilt in het ompakken van het zeil. Voor het ompakken moet de zeilhand zo ver mogelijk naar achteren. Tijdens het ompakken wordt de achterkant van de giek met de masthand gepakt, en duikt men als het ware onder het zeil door. Het ompakken moet op het goede moment gebeuren. Als het zeil te vroeg wordt omgepakt, kan er snelheid verloren gaan. Als er te laat wordt overgepakt, kan het zeil uit de handen gerukt worden, omdat de wind in het zeil komt.

## Variaties
Op de duckgijp zelf zijn enkele variaties gevonden. Zo bestaat er de aerial duckgijp, waarbij het zeil wordt omgepakt tijdens een sprong. Ook de duck-tack is ontstaan uit de duckgijp. Bij de duck-tack keert men tegen wind in plaats van voor de wind. Verder kan de duckjibe switch worden gedaan (reverse duckjibe). Of switch, waarbij het zeil zoals bij een ducktack eerst tegen de wind in wordt gegooid (ghadi jibe). Variaties met rondjes erin: monkeyjibe, reverse monkeyjibe, walking jibe. Duckjibe pirouette.